# Plano Nacional Setorial de Museus
O Plano Nacional Setorial de Museus (PNSM) é o documento de planejamento global e de longo prazo voltado ao setor museológico no Brasil. O instrumento pretendeu institucionalizar políticas de longo prazo, a partir do estabelecimento de objetivos e prioridades do setor. O documento é parte integrante do Plano Nacional de Cultura e faz parte da consolidação do processo de construção da Política Nacional de Museu.
O PNSM teve suas diretrizes para o decênio 2010-2020 elaboradas e aprovadas na 4ª edição do Fórum Nacional de Museus, ocorrido em Brasília, entre os dias 12 e 17 de julho de 2010. A construção deu-se de forma participativa com a comunidade museológica e representou um marco na história do desenvolvimento do campo museológico brasileiro.
O Instituto Brasileiro de Museus é a entidade responsável pela implementação e pelo monitoramento do PNSM, e, por isso, coordena o processo de elaboração da metodologia de avaliação e revisão do documento. De acordo com o Decreto nº 8124, de 17 de outubro de 2013, tais processos devem ser realizados periodicamente.
A primeira revisão do PNSM, realizada durante o 6º Fórum Nacional de Museus, em Belém, resultou na definição de produtos e impactos para as suas diretrizes prioritárias, bem como de indicadores, fontes de informação e fórmulas de cálculo. 